# Let's Live Tonight
Let's Live Tonight is een Amerikaanse filmkomedie uit 1935 onder regie van Victor Schertzinger. Destijds werd de film in Nederland uitgebracht onder de titel Vanavond leven we.

## Verhaal
De vrouwen vallen bij bosjes voor de rijke rokkenjager Nick Kerry. In Monte Carlo maakt hij kennis met de lichtgelovige Kay Routledge. Als Nick de volgende dag met zijn jacht naar Brits-Indië zeilt, is ze diepbedroefd. Nick kan Kay evenmin vergeten. Wanneer hij terugkeert, moet hij vaststellen dat ze intussen verloofd is met zijn vriend.

## Rolverdeling
| Acteur           | Personage         |
| ---------------- | ----------------- |
| Lilian Harvey    | Kay Routledge     |
| Tullio Carminati | Nick Kerry        |
| Janet Beecher    | Mevrouw Routledge |
| Hugh Williams    | Brian Kerry       |
| Tala Birell      | Margot de Legere  |
| Luis Alberni     | Mario Weems       |
| Claudia Coleman  | Lily Montrose     |
| Arthur Treacher  | Ozzy Featherstone |
| Gilbert Emery    | Maharadja         |
| Virginia Hammond | Mevrouw Mott      |